# 三家大地墓地
三家大地墓地，位于中国青海省湟源县波航乡纳隆村，为青海省市县级文物保护单位，公布日期为1987年4月27日，类型为古墓葬。
三家大地墓地的历史年代为卡约文化。